# Sadie Bjornsen
Sadie Maubet Bjornsen, née le 21 novembre 1989 à Omak, est une fondeuse américaine. Elle obtient une médaille mondiale en obtenant le bronze lors des mondiaux 2017 sur le sprint par équipes, associée à Jessica Diggins.

## Biographie
Sœur d'Erik Bjornsen et originaire de Winthrop, elle prend part à son premier championnat du monde junior en 2006.
Membre du club de l'Université d'Alaska, elle gagne le titre national sur dix kilomètres classique en janvier 2011, puis démarre pour la première fois dans la Coupe du monde en février 2011 à Drammen. 
En décembre 2011, elle arrive deuxième du sprint par équipes de Düsseldorf avec Kikkan Randall. Entre-temps, elle court les Championnats du monde à Oslo, où elle est 24e du sprint libre et 29e du dix kilomètres classique. En mars 2012, elle marque ses premiers points pour la Coupe du monde avec une 27e place au sprint de Drammen. En 2012 à Erzurum, elle signe son meilleur résultat sur les Championnats du monde des moins de 23 ans, avec une cinquième place au dix kilomètres classique.
En 2013, elle finit pour la première fois dans le top dix en Coupe du monde à Lahti (neuvième du sprint), objectif qu'elle réussit en distance en également au début de la saison 2013-2014 à Ruka (septième au cinq kilomètres classique).
En 2014, elle participe aux Jeux olympiques de Sotchi, où elle est 18e du dix kilomètres classique, 31e du skiathlon et 9e du relais. Aux Championnats du monde 2015, elle est notamment quatrième du relais.
Elle obtient un premier podium sur une course individuelle lors du Tour de Ski 2016-2017, une troisième place au cinq kilomètres libre de Dobbiaco. Lors des mondiaux 2017 de Lahti, elle obtient une nouvelle médaille, le bronze, sur le Team sprint où elle fait équipe avec Jessica Diggins, la victoire revenant aux Norvégiennes Heidi Weng et Maiken Caspersen Falla devant les Russes Yulia Belorukova et Natalia Matveeva.
Aux Jeux olympiques d'hiver de 2018, à Pyeongchang, elle finit 14e du sprint classique, 15e du dix kilomètres libre, 17e du trente kilomètres classique et 5e du relais. Cet hiver, Bjornsen monte sur deux podiums individuels en Coupe du monde, au sprint classique de Lillehammer, mais surtout aux Finales, lui apportant un nombre de points suffisant pour la placer sixième au classement général.
Bjornsen monte sur deux autres podiums individuels dans l'élite à chaque fois au Nordic Opening et en sprint en 2018 à Lillehammer et en 2019 à Ruka.
En 2021, à l'occasion des Championnats du monde à Oberstdorf, elle dispute sa dernière compétition internationale, terminant notamment quatrième du relais. Elle s'y classe aussi cinquième du sprint par équipes ou encore onzième du dix kilomètres libre.

## Palmarès

### Jeux olympiques
| Épreuve / Édition   | Sprint                           | Sprint                           | 10 km                            | 10 km                            | Skiathlon 2 × 7,5 km | 30 km | Relais | Relais   |
| Épreuve / Édition   | libre                            | classique                        | libre                            | classique                        | Skiathlon 2 × 7,5 km | 30 km | Sprint | 4 × 5 km |
| JO 2014 Sotchi      | —                                | Épreuve inexistante à cette date | Épreuve inexistante à cette date | 18e                              | 31e                  | —     | —      | 9e       |
| JO 2018 Pyeongchang | Épreuve inexistante à cette date | 14e                              | 15e                              | Épreuve inexistante à cette date | —                    | 17e   | —      | 5e       |

Légende :
- : pas d'épreuve
- — :  Épreuve non disputée par Sadie Bjornsen

### Championnats du monde
| Épreuve / Édition           | Sprint                           | Sprint                           | 10 km                            | 10 km                            | Poursuite / Skiathlon 2 × 7,5 km | 30 km | Relais                    | Relais   |
| Épreuve / Édition           | libre                            | classique                        | libre                            | classique                        | Poursuite / Skiathlon 2 × 7,5 km | 30 km | Sprint                    | 4 × 5 km |
| Mondiaux 2011 Oslo          | 24e                              | Épreuve inexistante à cette date | Épreuve inexistante à cette date | 29e                              | —                                | —     | 9e                        | —        |
| Mondiaux 2013 Val di Fiemme | Épreuve inexistante à cette date | 32e                              | —                                | Épreuve inexistante à cette date | 37e                              | —     | —                         | 4e       |
| Mondiaux 2015 Falun         | Épreuve inexistante à cette date | —                                | 19e                              | Épreuve inexistante à cette date | 20e                              | 20e   | —                         | 4e       |
| Mondiaux 2017 Lahti         | —                                | Épreuve inexistante à cette date | Épreuve inexistante à cette date | 23e                              | —                                | —     | Médaille de bronze, monde | 4e       |
| Mondiaux 2019 Seefeld       | 18e                              | Épreuve inexistante à cette date | Épreuve inexistante à cette date | 23e                              | —                                | 15e   | 5e                        | 5e       |
| Mondiaux 2021 Oberstdorf    | Épreuve inexistante à cette date | —                                | 11e                              | Épreuve inexistante à cette date | 12e                              | 15e   | 5e                        | 4e       |

Légende :
- : pas d'épreuve
- — : Non disputée par Sadie Bjornsen

### Coupe du monde
- Meilleur classement général : 6e en 2018.
- 2 podiums individuels : 2 troisièmes places.
- 5 podiums par équipes : 3 deuxièmes places et 2 troisièmes places.

#### Courses par étapes
- Nordic Opening : 3 podiums d'étape.
- Tour de ski : 2 podiums d'étape.

#### Classements en Coupe du monde
| Saison / Épreuve | Saison / Épreuve | Général | Général | Distance | Distance | Sprint | Sprint |         | Tour de ski depuis 2007          | Finales 2008-2014, 2017 Ski Tour Canada (2016) | Nordic Opening depuis 2011 |
| ---------------- | ---------------- | ------- | ------- | -------- | -------- | ------ | ------ | ------- | -------------------------------- | ---------------------------------------------- | -------------------------- |
| Saison / Épreuve | Saison / Épreuve | Class.  | Points  | Class.   | Points   | Class. | Points |         | Tour de ski depuis 2007          | Finales 2008-2014, 2017 Ski Tour Canada (2016) | Nordic Opening depuis 2011 |
| 2011-2012        | 2011-2012        | 98e     | 4       |          |          | 69e    | 4      | —       | —                                | 59e                                            |                            |
| 2012-2013        | 2012-2013        | 54e     | 82      | 56e      | 29       | 37e    | 53     | —       | —                                | —                                              |                            |
| 2013-2014        | 2013-2014        | 32e     | 201     | 26e      | 110      | 43e    | 45     | —       | 22e                              | 17e                                            |                            |
| 2014-2015        | 2014-2015        | 23e     | 283     | 19e      | 169      | 24e    | 88     | Abandon | Épreuve inexistante à cette date | 18e                                            |                            |
| 2015-2016        | 2015-2016        | 14e     | 735     | 14e      | 338      | 14e    | 193    | 14e     | 11e                              | 14e                                            |                            |
| 2016-2017        | 2016-2017        | 16e     | 465     | 17e      | 260      | 23e    | 105    | Abandon | 10e                              | 11e                                            |                            |
| 2017-2018        | 2017-2018        | 6e      | 956     | 10e      | 422      | 8e     | 246    | 9e      | 3e                               | 10e                                            |                            |
| 2018-2019        | 2018-2019        | 14e     | 585     | 13e      | 222      | 8e     | 263    | Abandon | 11e                              | 10e                                            |                            |
| 2019-2020        | 2019-2020        | 8e      | 855     | 13e      | 314      | 10e    | 219    | 7e      | Ski Tour : 10e                   | 4e                                             |                            |
| 2020-2021        | 2020-2021        | 54e     | 70      | 40e      | 42       | 40e    | 28     | -       | Épreuve inexistante à cette date | -                                              |                            |

### Championnats des États-Unis
- Championne sur le dix kilomètres classique en 2011.
- Championne sur le vingt kilomètres classique et le sprint libre en 2013.
- Championne sur le trente kilomètres classique en 2014.
- Championne sur le trente kilomètres libre en 2019.